# Ruslana Kórxunova
Ruslana Serguéievna Kórxunova (rus: Руслана Серге́евна Коршунова; Almati, 2 de juliol de 1987 - Manhattan, 28 de juny de 2008) va ser una model kazakh d'ascendència russa. Es va consolidar com una figura en alça a la indústria de la moda posant per a revistes com Vogue i dissenyadors com Vera Wang i Nina Ricci. La inesperada mort de Kórxunova, assassinada en circumstàncies inexplicables, es va convertir en un tema controvertit d'atenció internacional durant molt de temps.

## Primera vida i carrera
Ruslana Kórxunova va néixer a Almati, Kazakhstan SSR. El seu pare, Serguei Kórxunov, va morir el 1992 quan tenia 5 anys. La seva mare Valentina (nascuda Kuténkova) i el seu germà gran Ruslan viuen a Kazakhstan. Amb diferents graus de fluïdesa, parlava rus, kazakh, anglès i alemany.
Va ser descoberta el 2003, quan la revista All Asia va imprimir una història al club local alemany d'Almaty, al qual assistia Kórxunova. La seva fotografia, que apareixia a l'article, va cridar l'atenció de Debbie Jones de Models 1; Jones va rastrejar i va inscriure la llavors jove Kórxunova, de 15 anys, que va rebre el sobrenom de Rapunzel russa pels seus cabells castanys fins al genoll en els seus primers treballs.> Kórxunova era representada per IMG (Nova York, París, Londres i Milà), Beatrice (Milà), Traffic Models (Barcelona), Marilyn Model Agency i iCasting Moscow, que era la seva agència mare. Vogue britànica va aclamar Kórxunova com "una cara per emocionar-se" el 2005.

## Mort
El 28 de juny de 2008, cap a dos quarts de nou de la tarda, Kórxunova va morir després de caure des del balcó del novè pis del seu apartament al 130 Water Street, al districte financer de Manhattan, EUA. La policia va declarar que no hi havia signes de lluita al seu apartament i van concloure que la mort de Kórxunova era un aparent suïcidi. Una de les amigues de Kórxunova va declarar que acabava de tornar d'un treball de model a París, i va assenyalar que semblava estar "al cim del món" sense cap motiu aparent perquè se suïcidés. Kórxunova planejava celebrar el seu 21è aniversari dimecres a Pennsilvània. L'exnuvi de Kórxunova, Artem Perchenok, va declarar que va deixar Kórxunova al seu apartament diverses hores abans de la seva mort després de veure junts la pel·lícula de Patrick Swayze i Demi Moore Ghost. "Crec que va venir a acomiadar-se", va dir Perchenok. "Era una bona persona", va afegir a The New York Post. No obstant això, Kórxunova semblava descoratjada i enfadada en algunes de les seves publicacions en una xarxa social. El missatge més revelador de Kórxunova va arribar el març del 2008: "Estic molt perduda. Em trobaré mai?".
Els experts no van trobar rastres de pell d'altres persones sota les ungles. Valentina Kutenkova, mare de Kórxunova, no cregué en el suïcidi de la seva filla. "Ella em va parlar dels seus problemes laborals fa aproximadament un any. Va dir que volia deixar el negoci de models. Tot va estar bé amb ella recentment. Si tingués problemes a la feina, m'ho hauria dit", va dir.
Muhammad Naqib, un conserge que treballava a l'edifici de Kórxunova, va declarar: "Em va sorprendre quan la vaig veure al paviment. Estava a la carretera, petita i llastimosa, en un bassal de sang, envoltada d’una multitud. Tenia els braços i el coll trencats", va dir l'home. Muhammad va sospitar immediatament. "Només l'endemà em vaig adonar del que passava. Era el seu cabell! Era molt més curt que quan la vaig veure per última vegada aquella nit, animada i feliç. Semblava que estava tallat a correcuita perquè els extrems eren desiguals". Als serveis funeraris de Moscou, Sergey, que va treballar en el seu maquillatge en un dipòsit de cadàvers, va afirmar: "Tot el que tinc a dir és 'gràcies'. Però ningú no em va trucar per a una entrevista... El seu cabell podria caure a causa d'un fort impacte, però no es podia fer més curt. Quan preparava el cos pel funeral, em vaig adonar que els cabells estaven en molt mal estat. Fins i tot em vaig oferir a trobar-li una perruca, però els seus familiars es van negar. Els extrems eren desiguals, com si algú l’hagués tallat amb unes tisores". Segons les declaracions de molts testimonis, no es va detectar cap desconegut ni cap persona sospitosa el dia de la mort de Kórxunova al seu edifici del carrer Water. La sortida del darrere al pati era visible al conserge i ningú no podia passar desapercebut per la recepció. Durant la seva última visita, la mare de Kórxunova es va aturar a l'apartament. Segons els amics de Kórxunova, Valentina va passar diverses hores a la porta de l'apartament. Encara espera trobar la resposta de la policia local. El 7 de juliol de 2008, Kórxunova va ser enterrada al cementiri de Khovanskoye a Moscou. La seva mare va declarar al diari rus Komsomolskaya Pravda que la capital russa era una de les ciutats preferides de la seva filla i que "[ella] voldria que el seu estimat Moscou fos el seu últim lloc de descans".
El productor i cineasta de televisió britànic Peter Pomerantsev ha teoritzat que el suïcidi de Kórxunova estava relacionat amb la seva participació a Rose of the World, una polèmica organització amb seu a Moscou que es descriu a si mateixa com "formació per al desenvolupament de la personalitat". Mentre feia recerca per un documental sobre la mort de Kórxunova, Pomerantsev es va assabentar que la model va passar tres mesos assistint a una sessió d’entrenament a Rose of the World. Aquestes sessions, que animen els participants a compartir les seves pitjors experiències i a recordar experiències reprimides, tenen el model de Lifespring, els mètodes controvertits dels quals van ser objecte de múltiples demandes per danys mentals als Estats Units durant els anys vuitanta. Kórxunova va assistir a sessions d’entrenament amb una amiga, la model ucraïnesa Anastasia Drozdova, que es va suïcidar en circumstàncies similars el 2009. Els amics de les dues dones van informar de canvis de comportament després de diversos mesos a Rose of the World. Kórxunova es va tornar agressiva, mentre que Drozdova va experimentar violents canvis d'humor i va anar recloint-se; totes dues van perdre pes. Després de tres mesos d'entrenaments, Kórxunova va tornar a Nova York per buscar feina, on va escriure sobre sentir-se perduda i dubtar de si mateixa. Rick Ross, cap del Cult Education Forum, sostingué que organitzacions com Rose of the World "funcionen com les drogues: oferint experiències màximes, i els seus seguidors sempre tornen per obtenir més informació. Els greus problemes comencen quan la gent se’n va. Els entrenaments s’han convertit en la seva vida: tornen al buit. Les persones més sensibles llavors es trenquen". Només mesos després de deixar Rose of the World, Kórxunova va ser trobada morta.